# بيتر إنغلوند
بيتر إنغلوند (بالسويدية: Peter Englund) هو مؤرخ وكاتب وصحفي سويدي، ولد في 4 أبريل 1957 في Boden, Sweden ‏ في السويد.

## وصلات خارجية
- بيتر إنغلوند على موقع IMDb (الإنجليزية)
- بيتر إنغلوند على موقع مونزينجر (الألمانية)
- بيتر إنغلوند على موقع قاعدة بيانات الفيلم (الإنجليزية)